# トリミリスチン
トリミリスチン(Trimyristin)はトリアシルグリセロールの一種。グリセリンにミリスチン酸3分子が結合した構造をとる。白色から黄灰色の固体で水には溶けないが、エタノール、ベンゼン、クロロホルム、ジクロロメタン、エーテルには溶ける。

## 存在
トリミリスチンは、天然の多くの植物油中に見られる。

### ナツメグからの単離

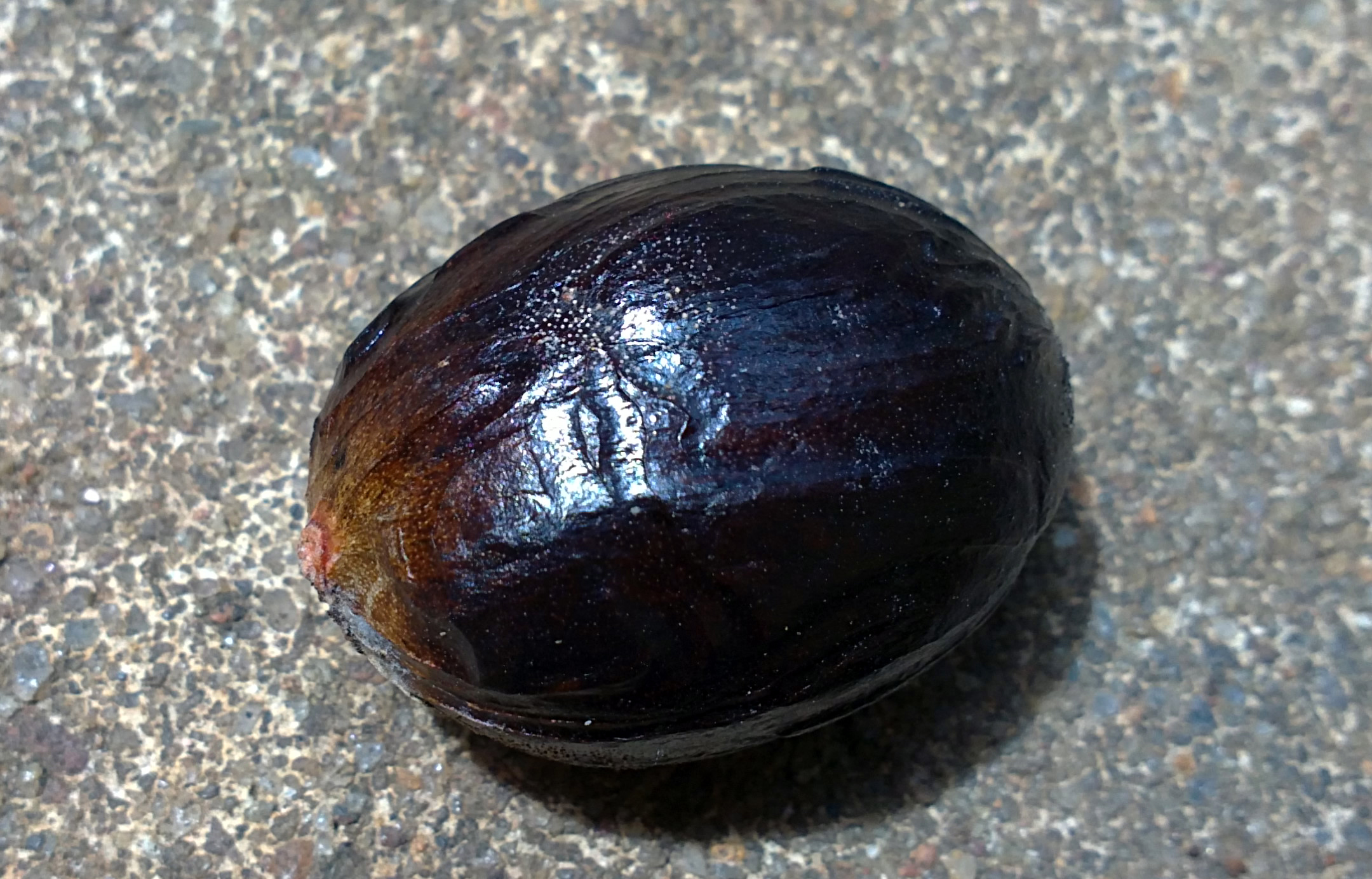
ナツメグの種子はトリミリスチンを含む。

ナツメグ粉末からのトリミリスチンの単離は、大学の初歩的な有機化学実験としてよく行われる。ナツメグの油脂は80%以上がトリミリスチンで構成されているため、天然化合物の抽出としては非常に単純である。トリミリスチンは、乾燥粉末ナツメグ全体の質量の20-25%を占める。分離は通常、水蒸気蒸留で行われ、エーテル抽出の後、蒸留することによって揮発性の溶媒を取り除き、精製される。トリミリスチンはエーテルに非常に溶けやすいため、室温でジエチルエーテルを用いてでも行うことができる。比較的簡単で、実験技術の導入になるので、しばしばカリキュラムに取り入れられる。